# Friedhof (Buchbrunn)

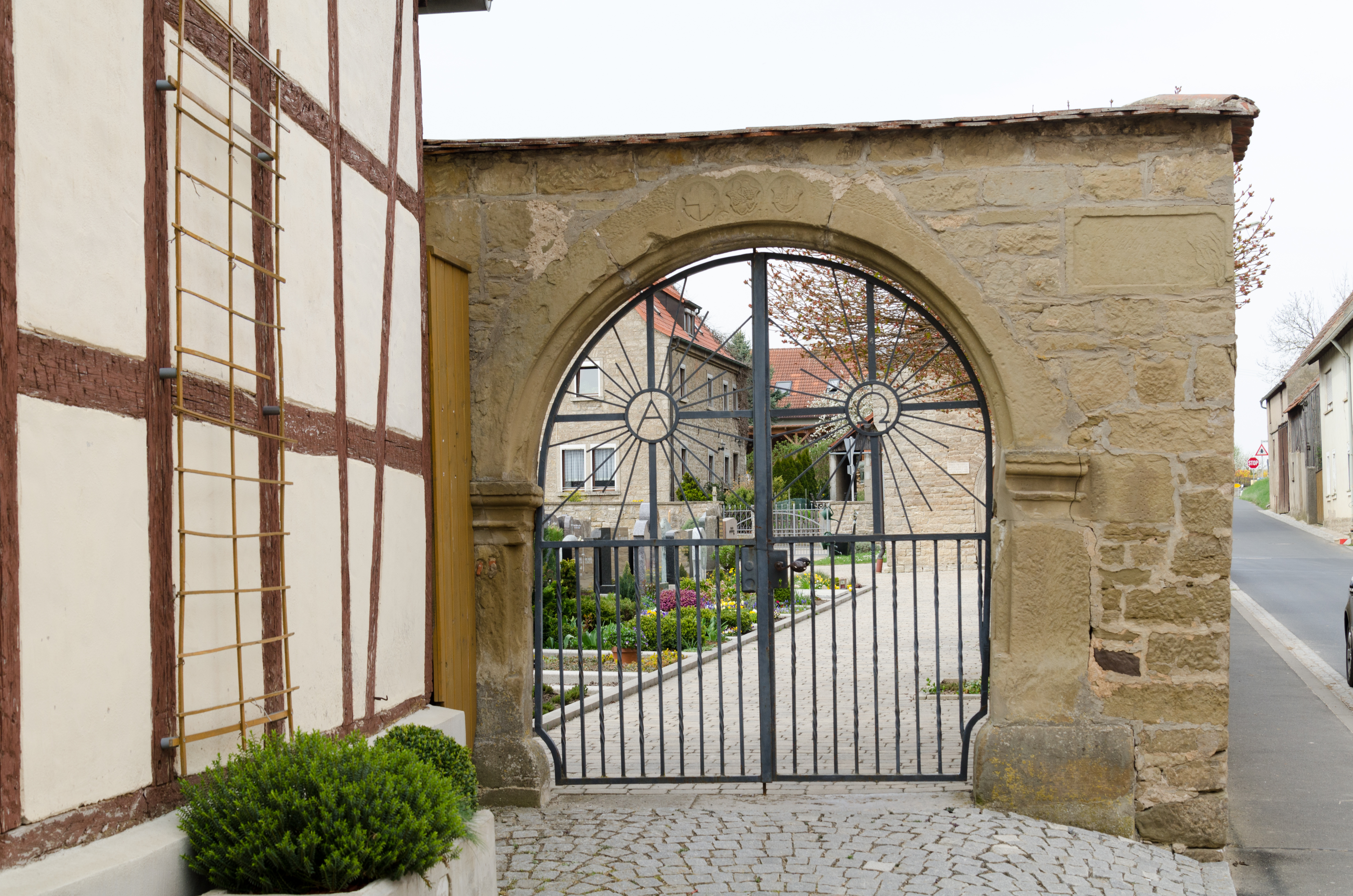
Das Friedhofsportal in Buchbrunn

Der Friedhof in Buchbrunn ist ein historisch bedeutsamer Bestattungsplatz am Rand des Altortes der unterfränkischen Gemeinde. Er wurde im Jahr 1611 an der heutigen Hauptstraße errichtet.

## Geschichte
Die Geschichte des Friedhofs in Buchbrunn ist eng mit den Entwicklungen des 16. Jahrhunderts verbunden. Noch zu Beginn des Jahrhunderts war es üblich, die Toten um die Kirche inmitten der Dörfer und Städte zu bestatten. Eine große Pestwelle in Franken führte zu einem Anstieg der Totenzahlen, sodass eine Verlegung vor den dicht bebauten Altort nötig wurde. Zugleich löste die Reformation das bisher von der Kirche propagierte Dogma der Einheit von Lebenden und Toten auf. Es dauerte jedoch noch bis zum 17. Jahrhundert, bis diese Veränderungen sich auf den Bestattungsplatz in Buchbrunn auswirkten.
Die Friedhofsverlegung wurde im Kirchenbuch von Buchbrunn vermerkt. Der damalige Pfarrer schrieb 1611 nieder: „Anno domini nostri Jesu Christi salvatoris nostri 1611 den 21. August ist der neue Gottesacker alhie zu Buchbrunn Eingeweyhet worden von dem Ehrwürdigen und wolgelerten Herrn Salomon Codomann Dekan zu Kitzingen“. Die erste Bestattung erhielt der Ratsherr Andreas Reß, der noch am Einweihungstag beerdigt wurde. Ein Grabstein wurde für Reß jedoch erst 1615 gesetzt, nachdem auch seine Ehefrau verstorben war. Dieser Stein hat sich erhalten.
Im 19. Jahrhundert erhielt der Buchbrunner Friedhof eine eigene Friedhofskapelle, die 1895 eingeweiht wurde. Die Kapelle geht auf eine Stiftung durch Margarethe Schloßnagel zurück. Nach dem Zweiten Weltkrieg stellte die Gemeinde ein Kriegerdenkmal im Friedhof auf, dessen Gefallenentafeln an die Mauer des Friedhofs angebracht wurden. Der Friedhof von Buchbrunn wird heute vom Bayerischen Landesamt für Denkmalpflege als Baudenkmal eingeordnet. 

## Beschreibung

### Portal
Das Portal des Friedhofs wurde aus Sandstein in den Formen der Renaissance errichtet. Es handelt sich um ein hohes Rundbogenportal mit breiter Kehlung. Es wird von zwei ionischen Säulen eingerahmt, die heute weitgehend zerfallen sind. Auf der rechten Seite des Portals wurde eine Sandsteintafel angebracht. Die Inschrift ist unleserlich, die Tafel dem Verfall preisgegeben. Drei Wappen bekrönen das Portal. Von links nach rechts handelt es sich um das Wappen der Markgrafen von Brandenburg-Ansbach, den Dorfherren, einem Weinstock und einem Schiff.

### Friedhofskanzel

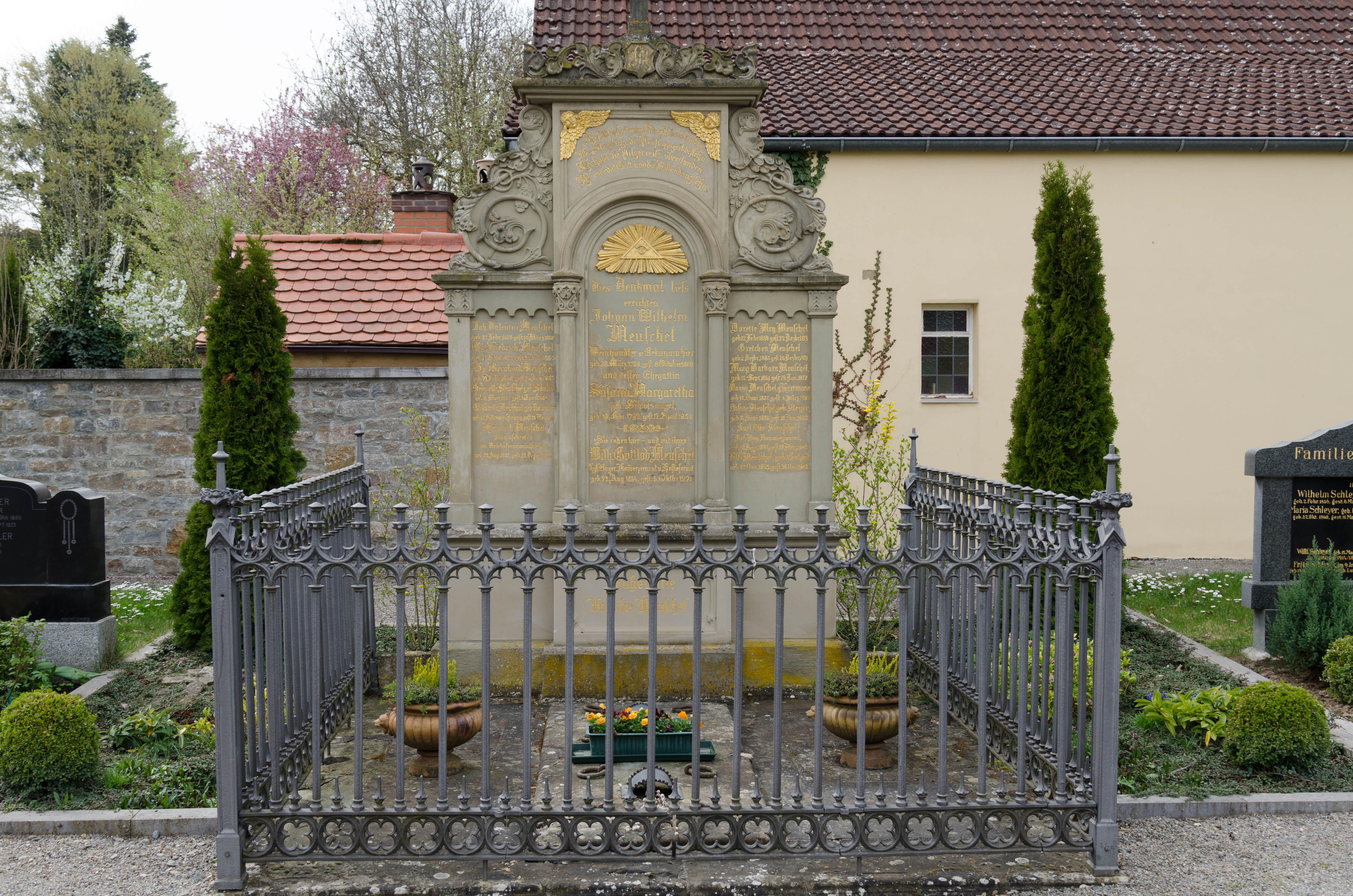
Das Meuschel-Grabmal im Friedhof

Aus dem Jahr 1612 stammt die Friedhofskanzel, die ein typisches Element eines lutherischen Friedhofs in Unterfranken darstellt. Die Kanzel besitzt einen sechseckigen Fuß und veränderte seit dem 17. Jahrhundert durch mehrfache Umbauten ihr Aussehen stark. Der heutige Standort des Korpus ist ebenfalls nicht der ursprüngliche. Eine Inschrift in einem der Kanzelfelder verweist auf den Stifter, den Gerichtsvorsteher Hans Rasch. Die Kanzel kann heute über eine niedrige Treppe betreten werden.

### Grabdenkmäler
Zwei bedeutende Grabdenkmäler haben sich im Buchbrunner Friedhof erhalten. Zum einen der Grabstein des Andreas Reß von 1615. Der Verstorbene kniet zu Füßen des Gekreuzigten und ist von seinen Kindern und seiner Ehefrau umgeben. In einem Spitzgiebel oberhalb der architektonischen Gliederung sind drei Wappen angebracht, die auf die Bedeutung der Familie Reß für die Buchbrunner Dorfgemeinschaft verweisen. Eine Inschrift lautet: „ALS TAUSENT VND SECHS HUNDER JAR FUENFZEHEN/ MEHR GEZEHLET WAR ELISABETH EIN ALT MATRON/ DEN STEIN ZU EHRN HAT SETZEN LON IRN MAENNERN/ BEID VND KINDERN ALL DERN ZENEN WAREN AN/ DER ZAHL HANS HOLTZMAN CLOSTER SCHULTHEIS WAR/ STARB DA ER SECHS VND VIERTZIG IAHR ANDREAS RESS/ DER ANDER MAN BVCHBRVN DEN ZWOLFEN ZUGETHAN/ DEN ACKER GOTTES WEIHET EIN ELFF SCHRIEB MAN/ MIT DEM LEICHNAM SEIN AM ERST DAVON DER ORT BEKANT/ ANDRES GARTEN WIRD GENANT GOTT GNADDEN/ SELEN VND HELFT ZVR ZEIT VNS IN DE EWIG HERRIHKEIT“.
Aus dem 19. Jahrhundert stammt dagegen der Grabstein der Familie Meuschel. Die Stiftung des Grabsteins erfolgte durch Johann Wilhelm Meuschel (1788–1858), der in Buchbrunn in den 1820er Jahren ein Weinhandelsgeschäft unterhielt. Der Grabstein ist mit reichen neugotischen Zierelementen ausgestattet. Er ist dreigeteilt und wurde mit Akanthusvoluten und einer Kreuzesbekrönung verziert. Der Grabstein wurde in den 1990er Jahren durch die Familie Meuschel, deren Nachkommen in Kitzingen leben, renoviert. Der Stein ist mit einer Umfriedung umgeben.